# Dahlenheim

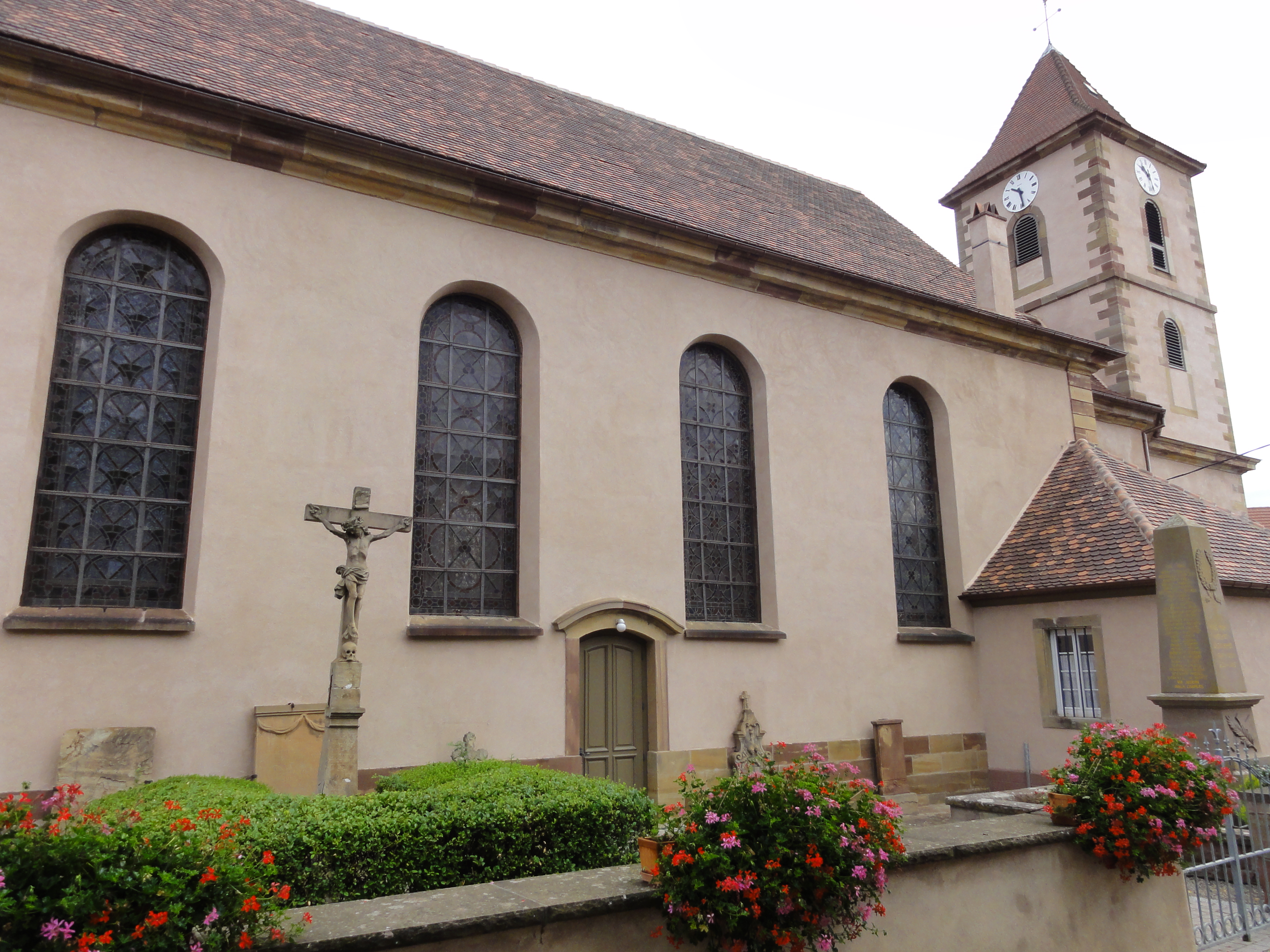

Dahlenheim is een gemeente in het Franse departement Bas-Rhin (regio Grand Est) en telt 785 inwoners (2019). De plaats maakt deel uit van het arrondissement Molsheim.

## Geografie
De oppervlakte van Dahlenheim bedraagt 5,4 km², de bevolkingsdichtheid is 114,6 inwoners per km².
De onderstaande kaart toont de ligging van Dahlenheim met de belangrijkste infrastructuur en aangrenzende gemeenten.

## Demografie
Onderstaande figuur toont het verloop van het inwonertal (bron: INSEE-tellingen).